# Håbåholmen
Håbåholmen est une île dans le landskap Sunnhordland du comté de Vestland. Elle appartient administrativement à Fitjar.

## Géographie
Rocheuse et désertique, à l'exception d'une légère végétation, à fleur d'eau, elle s'étend sur environ 509 m de longueur pour une largeur approximative de 144 m. Elle compte deux petits lacs. 